# E poi, all'improvviso, impazzire
E poi, all'improvviso, impazzire è un album in studio del gruppo musicale italiano Ghemon & The Love 4tet, pubblicato il 18 febbraio 2009 dalla Macro Beats Records.
Il gruppo è composto dal rapper Ghemon, dal produttore Fid Mella e da DJ Tsura.
La foto di copertina è stata gentilmente concessa da Piero Marsili Libelli, mentre le altre foto sono state scattate da Ghemon, Mainloop, Lena, Zonta, RedRob, Sebastian Hilpold e Mauro Puccini. Corrado Grilli ha provveduto invece al progetto grafico. Il mastering è stato invece affidato a Johannes Hilpold, sotto la supervisione di Mirko Filice. La produzione esecutiva è stata curata da Macro Marco per la Macro Beats Records.

## Concezione
L'album, che ha visto la collaborazione di vari artisti della scena italiana, come Kiave, Hyst e Franco Negrè ha un appeal internazionale, grazie alla partecipazione dei produttori austriaci Brenk e Mainloop, nonché dello stesso Fid Mella. Concepito come un concept album sull'amore e sulle vicissitudini sentimentali non a lieto fine, l'album è uscito a febbraio 2009.
Le prime informazioni in merito all'album avevano ventilato la possibilità di una collaborazione con la Universal Music Group, in seguito i tre artisti hanno ripiegato per la scelta di un indipendente, l'etichetta di Macro Marco, Macro Beats Records.
La copertina dell'album è una foto scattata dal fotografo romano Piero Marsili Libelli a Bucarest, nel periodo della rivoluzione romena del 1989. Inizialmente il trio aveva proposto dal Myspace collettivo un concorso fotografico, per decidere quale copertina dare al progetto, in realtà, come spiegato dallo stesso Ghemon in un'intervista a Basement Magazine: «L'idea era molto carina, ma forse non avevamo la forza, o il numero di fan necessario, per concretizzarla. Se fossimo stati i Linea 77 probabilmente ci sarebbe andata di gran lusso.»
In un articolo comparso su Blue-nox.com Ghemon ha affermato di avere scartato dalla lista tracce dell'album diversi brani, tra cui Paolo odia le donne versione 2008 (ft. Deph Joe e Martina May), Qualcosa di diverso, Salto nel vuoto, Qualcuno riderà, Come la notte col sole, La soluzione, Splende in eterno, J Dilla Tribute e la versione originale di Piglia bene registrata insieme all'MC austriaco Ma Doppel T.

## Accoglienza
La rivista italiana Basement Magazine ha segnalato il disco come miglior prodotto italiano del mese nel numero 26 (Febbraio/Marzo 2009), definendolo un lavoro in cui «L'uso di un linguaggio più diretto non perde i raffinati ricami lirici che sin dagli esordi distinguono lo stile di Ghemon.»

## Tracce
1. Prima di partire – 2:15 (testo: Ghemon – musica: Mainloop – scratch: DJ Tsura)
2. In due (feat. Martina May) – 2:49 (testo: Ghemon – musica: Fid Mella)
3. Fantastico – 0:44 (testo: Ghemon – musica: Fid Mella)
4. Abbiamo solamente... – 3:13 (testo: Ghemon – musica: Fid Mella)
5. Cielo di cemento – 2:09 (testo: Ghemon – musica: Fid Mella)
6. Meglio tenersi i dubbi (feat. Hyst) – 3:17 (testo: Ghemon, Hyst – musica: id Mella)
7. Goccia a goccia (feat. Al Castellana) – 3:43 (testo: Ghemon, Al Castellana – musica: Fid Mella)
8. Se ne va – 3:13 (testo: Ghemon – musica: Brenk – scratch: DJ Tsura)
9. Tu o lei – 3:18 (testo: Ghemon – musica: Fid Mella)
10. Indeciso (Intro) (feat. Augusto Pallocca) – 1:25 (testo: Ghemon – musica: Brenk)
11. Indeciso – 4:28 (testo: Ghemon – musica: Brenk – scratch: DJ Tsura)
12. Storie senza fine – 1:29 (testo: Ghemon – musica: Fid Mella)
13. Amore Pt. 2 – 3:23 (testo: Ghemon – musica: Fid Mella)
14. Sogni (feat. Hyst) – 2:42 (testo: Ghemon, Hyst – musica: Fid Mella)
15. Ci sarò (feat. Martina May) – 3:27 (testo: Ghemon – musica: Fid Mella)
16. Se adesso te ne vai – 3:17 (testo: Ghemon – musica: Mainloop)
17. Faccia dopo faccia – 3:18 (testo: Ghemon – musica: Fid Mella – scratch: DJ Tsura)
18. Comblessino Interlude – 1:42 (musica: Fid Mella – scratch: DJ Tsura)
19. Piglia bene – 3:18 (testo: Ghemon – musica: Fid Mella)
20. Mano nella mano – 2:57 (testo: Ghemon – musica: Fid Mella)
21. Proposito d'inizio anno – 1:45 (testo: Ghemon – musica: Brenk)
22. Si chiude il sipario – 3:14 (testo: Ghemon – musica: Fid Mella – scratch: DJ Tsura)
23. Non perdo più tempo (feat. Mecna, Negrè, Kiave, Xxxxx Xxxxx[4]) – 5:15 (testo: Mecna, Ghemon, Negrè, Kiave, Xxxxx Xxxxx[4] – musica: Fid Mella – scratch: DJ Tsura)

## Formazione
Gruppo
- Giovanni Luca Picariello (Ghemon) – voce, cori
- Johannes Hilpold (Fid Mella) – campionatore, cori
- Massimo Contino (DJ Tsura) – giradischi

Altri musicisti
- Peter Gruber (Mainloop) – campionatore in Prima di partire, Se adesso te ne vai
- Martina Poggi (Martina May) – cori e background vocals in In due e Ci sarò
- Taiyo Yamanouchi (Hyst) – cori e background vocals in Meglio tenersi i dubbi e Sogni
- Sebastian Hilpold – chitarra in Meglio tenersi i dubbi; cori in Piglia bene
- Alessandro Castellana (Al Castellana) – cori e background vocals in Goccia a goccia
- Branko Jordanovic (Brenk) – campionatore in Se ne va, Indeciso (intro), Indeciso e Proposito d'inizio anno
- Augusto Pallocca (Rookie) – sassofono in Indeciso (intro) e Indeciso
- Matthias Leitner (MAdoppelT) – cori in Piglia bene
- Corrado Grilli (Mecna) – voce e background vocals in Non perdo più tempo
- Francesco Vicini (Negrè) – voce in Non perdo più tempo
- Mirko Filice (Kiave) – voce in Non perdo più tempo
- Marco Losso (Macro Marco) – voce in Non perdo più tempo